# Oscar Wilde
Oscar Fingal O'Flahertie Wills Wilde (Dublin, 16. listopada 1854. – Pariz, 30. studenoga 1900.) bio je irski književnik, pjesnik, estet i dramaturg poznat po oštroumnim i duhovitim dosjetkama (epigramima) te homoseksualnoj aferi zbog koje je završio u zatvoru. Jedini roman koji je napisao čuvena je Slika Doriana Graya.

## Životopis
Pohađao je Trinity College u Dublinu od 1871. do 1874. godine. Dobio je stipendiju za "Magdalen College" u Oxfordu koji je počeo pohađati 1875. godine. Najveći utjecaj na Wildea kao umjetnika u to vrijeme imali su: Svinbern, Walter Peter i John Raskin. Pohađajući Oxford, zbog svog ekscentričnog ponašanja imao je problema s profesorima. Tijekom 1875. i 1876. godine Wilde objavljuje poeziju u nekoliko literarnih magazina. Zbog smrti oca 1876. godine vraća se u Irsku i nastavlja s objavljivanjem poezije, a 1878. godine dobiva "Nagradu za englesku književnost". Uskoro napušta Oxford i odlazi u London gdje polako stječe popularnost među književnicima. Stekavši popularnost kao književnik, 1882. godine odlazi u Ameriku. Poslije povratka iz Amerike, nekoliko je mjeseci živio u Parizu. 
Godine 1884. godine ženi se s Constance Lloyd u Londonu i dobiva dva sina, Cyila i Vyvyana. Tokom tih godina, Wilde je radio kao novinar, a uz to je i dalje pisao poeziju i drame. 1890. godine objavio je svoje najčuvenije djelo, roman "Slika Doriana Graya". U to je vrijeme Wilde doživio najveću slavu. No, u ljeto 1891. godine upoznaje lorda Alfreda Douglasa, u kojeg se zaljubljuje. U to vrijeme postaje i alkoholičar, a njegova slava počinje polako blijedjeti. Godine 1895. osuđen je na dvije godine prisilnog rada zbog "nakaznog ponašanja". Poslije povratka iz zatvora seli se u Pariz, gdje napušten od svih umire 30. studenog 1900. godine.

## Sjećanje na pisca
Stogodišnjica smrti slavnog pisca bila je obilježena istovremeno u Parizu, Londonu i Dublinu. Veleposlanici Irske i Britanije digli su u Parizu čaše sa skupocjenim šampanjcem u čast genija, a katolički svećenik održao je dirljiv govor o nekad izgubljenom sinu koji je ponovo nađen...
U Londonu je lord Douglas, unuk Wildeovog najpoznatijeg ljubavnika Bouzia, svirao polku na klaviru za predsjednicu Irske Mary McAlis. Irska je predsjednica svečano otvorila londonsku izložbu o Oscaru Wildeu u Britanskoj biblioteci. Troškove oko Wildeove izložbe u Londonu pokrila je tvrtka „Taitinger“ koja proizvodi šampanjac. U Dublinu je komemoracija prošla najskromnije – okupljanjem nekoliko desetina ljubitelja ispred Wildeove rodne kuće, gdje je danas prometna stanica metroa. Interesantno je da su i Dublin i London tek nedavno podigli spomenik Oscaru Wildeu. U Londonu je spomenik 1998. godine ponosno otkrio britanski tajnik za kulturu, Chris Smith, inače otvoreni homoseksualac. On je zahvalio Wildeu što je dao svoj život da bi danas zaživjelo društvo koje tolerira različitosti. Na spomeniku su uklesane Wildeove riječi: 
Svi smo mi u provaliji, samo neki gledaju u pravcu zvijezda.
U Dublinu se nalazi Wildeov spomenik poznat po skupocjenom metalu od kojeg je izrađen njegov kaput.

## Wildeova djela

### Priče
- »Slavuj i ruža« (1888.),
- »Sretni kraljević« (1888.),
- »Sebični div« (1888.),
- »Neobična raketa« (1888.),
- »Odani prijatelj« (1889.),
- »Zločin lorda Artura Sevila« (1891.),
- »Duh iz Cantervillea« (1891.),
- »Mladi Kralj« (1891.),
- »Ribar i njegova duša« (1891.),
- »Dijete – Zvijezda« (1891.).

### Poeme u prozi
- »Sljedbenik« (1894.),
- »Gospodar« (1894.),
- »Učitelj mudrosti« (1894.),
- »Umjetnik« (1895.).

### Roman
- »Slika Doriana Graya« (eng. The Picture of Dorian Gray) (1891.).

### Drame
- »Vera ili Nihilisti« (eng. Vera, or The Nihilists) (1880.),
- »Vojvotkinja od Padove« (eng. The Duchess of Padua) (1883.),
- »Lady Windermere's Fan« (1892.),
- »A Woman of No Importance« (1893.),
- »Salome« (1894.),
- »Idealni muž«  (1895.),
- »Važno je zvati se Ernest« (The Importance of Being Earnest) (1895.),
- »Florentinska tragedija«,
- »Teško je biti idiot«.

## Drugi o Wildeu
- Engleski komičar, glumac, pisac i narator Stephen Fry zapazio je:  Oscar Wilde jednom je rekao da ako znaš što želiš biti, onda to neizbježno i postaneš – to ti je kazna, ali ako nikad ne znaš, onda možeš biti bilo što. Ima istine u tome. Mi nismo imenice, mi smo glagoli. Ja nisam stvar – glumac, pisac – ja sam osoba koja radi stvari – pišem, glumim – i nikad ne znam što ću sljedeće. Mislim da možete biti utamničeni ako o sebi razmišljate kao o imenici.[1]

## Vanjske poveznice
- Oscar Wilde biografija i govor koji je održao na svom suđenju